# Veneto Classic 2023
La 3e édition de la Veneto Classic, une course cycliste masculine a lieu en Italie le 15 octobre 2023. La course, disputée sur 195,7 kilomètres entre Mel et Bassano del Grappa en Vénétie, intègre le calendrier UCI ProSeries 2023 (deuxième niveau mondial) en catégorie 1.Pro. Elle est la dernière course de ce calendrier.

## Parcours
Partant de Mel, les coureurs se dirigent vers l'ouest pour accomplir quatre fois un premier circuit de 12,6 km comprenant la côte de La Rosina. Ensuite, ils poursuivent toujours vers l'ouest pour parcourir aussi quatre fois un second circuit de 12,4 km incluant la courte côte pavée de La Tisa (330 m avec une pente moyenne de 15,2 %). Le parcours s'oriente alors vers l'est en escaladant les deux dernières difficultés du jour : le mur du Diesel Farm (1 300 m avec une pente moyenne de 10,9 %) situé à 10 km du terme et la brève mais raide côte de Contra' Soarda franchie à 4 km de l'arrivée à Bassano del Grappa.

## Équipes participantes
| WorldTeams (7)- AG2R Citroën Team - Alpecin-Deceuninck - Astana Qazaqstan Team - Lidl-Trek - Arkéa-Samsic - Team Jayco AlUla - UAE Team Emirates ProTeams (7)- Eolo-Kometa - Green Project-Bardiani CSF-Faizanè - Israel-Premier Tech - Lotto Dstny - Q36.5 Pro Cycling Team - Tudor Pro Cycling Team - Uno-X Pro Cycling Team Équipes continentales (6)- Biesse-Carrera - General Store-Essegibi-F.lli Curia - Maloja Pushbikers - GW Shimano-Sidermec - MG.K Vis Colors For Peace - Work Service-Vitalcare-Dynatek |
| |

## Classements

### Classement final
| \| Classement général \| Classement général \| Classement général \| Classement général \| Classement général \| \| Coureur \| Coureur \| Pays \| Équipe \| Temps \| \| ------------------ \| ------------------- \| ------------------ \| ---------------------------------- \| ------------------ \| \| 1er \| Davide Formolo \| Italie \| UAE Team Emirates \| 4 h 30 min 09 s \| \| 2e \| Marc Hirschi \| Suisse \| UAE Team Emirates \| + 14 s \| \| 3e \| Filippo Zana \| Italie \| Team Jayco AlUla \| + 16 s \| \| 4e \| Andrea Vendrame \| Italie \| AG2R Citroën Team \| + 29 s \| \| 5e \| Andreas Kron \| Danemark \| Lotto Dstny \| + 29 s \| \| 6e \| Samuele Battistella \| Italie \| Astana Qazaqstan Team \| + 29 s \| \| 7e \| Florian Vermeersch \| Belgique \| Lotto Dstny \| + 45 s \| \| 8e \| Torstein Træen \| Norvège \| Uno-X Pro Cycling Team \| + 47 s \| \| 9e \| Axel Laurance \| France \| Alpecin-Deceuninck \| + 53 s \| \| 10e \| Filippo Fiorelli \| Italie \| Green Project-Bardiani CSF-Faizanè \| + 53 s \| |                     |          |                                    |                 |
| |                     |          |                                    |                 |
| Source : ProCyclingStats |                     |          |                                    |                 |
| Classement général |                     |          |                                    |                 |
| Coureur | Coureur             | Pays     | Équipe                             | Temps           |
| 1er | Davide Formolo      | Italie   | UAE Team Emirates                  | 4 h 30 min 09 s |
| 2e | Marc Hirschi        | Suisse   | UAE Team Emirates                  | + 14 s          |
| 3e | Filippo Zana        | Italie   | Team Jayco AlUla                   | + 16 s          |
| 4e | Andrea Vendrame     | Italie   | AG2R Citroën Team                  | + 29 s          |
| 5e | Andreas Kron        | Danemark | Lotto Dstny                        | + 29 s          |
| 6e | Samuele Battistella | Italie   | Astana Qazaqstan Team              | + 29 s          |
| 7e | Florian Vermeersch  | Belgique | Lotto Dstny                        | + 45 s          |
| 8e | Torstein Træen      | Norvège  | Uno-X Pro Cycling Team             | + 47 s          |
| 9e | Axel Laurance       | France   | Alpecin-Deceuninck                 | + 53 s          |
| 10e | Filippo Fiorelli    | Italie   | Green Project-Bardiani CSF-Faizanè | + 53 s          |

### Classements UCI
La course attribue des points au Classement mondial UCI 2023 selon le barème suivant.
| Position           | 1er | 2e  | 3e  | 4e  | 5e | 6e | 7e | 8e | 9e | 10e | 11e | 12e | 13e | 14e | 15e | 16e à 30e | 31e à 40e |
| Classement général | 200 | 150 | 125 | 100 | 85 | 70 | 60 | 50 | 40 | 35  | 30  | 25  | 20  | 15  | 10  | 5         | 3         |

## Liste des participants
| UAE Team Emirates UAD | UAE Team Emirates UAD      | UAE Team Emirates UAD |
| --------------------- | -------------------------- | --------------------- |
| Num                   | Coureur                    | Pos                   |
| 1                     | Marc Hirschi (SUI) (route) | 2e                    |
| 4                     | Jan Christen (SUI)         | AB                    |
| 5                     | Davide Formolo (ITA)       | 1er                   |
| 6                     | Rafał Majka (POL)          | 20e                   |
| 7                     | Matteo Trentin (ITA)       | 45e                   |

| AG2R Citroën Team ACT | AG2R Citroën Team ACT        | AG2R Citroën Team ACT |
| --------------------- | ---------------------------- | --------------------- |
| Num                   | Coureur                      | Pos                   |
| 11                    | Benoît Cosnefroy (FRA)       | 47e                   |
| 12                    | Franck Bonnamour (FRA)       | 15e                   |
| 13                    | Dorian Godon (FRA)           | 37e                   |
| 14                    | Valentin Paret-Peintre (FRA) | 66e                   |
| 15                    | Valentin Retailleau (FRA)    | AB                    |
| 16                    | Andrea Vendrame (ITA)        | 4e                    |
| 17                    | Jordan Labrosse (FRA)        | AB                    |

| Alpecin-Deceuninck ADC | Alpecin-Deceuninck ADC  | Alpecin-Deceuninck ADC |
| ---------------------- | ----------------------- | ---------------------- |
| Num                    | Coureur                 | Pos                    |
| 21                     | Kristian Sbaragli (ITA) | 36e                    |
| 22                     | Axel Laurance (FRA)     | 9e                     |
| 23                     | Jimmy Janssens (BEL)    | 67e                    |
| 24                     | Alex Bogna (AUS)        | AB                     |
| 25                     | Nicola Conci (ITA)      | 19e                    |
| 26                     | Jason Osborne (GER)     | AB                     |
| 27                     | Stefano Oldani (ITA)    | 21e                    |

| Astana Qazaqstan Team AST | Astana Qazaqstan Team AST    | Astana Qazaqstan Team AST |
| ------------------------- | ---------------------------- | ------------------------- |
| Num                       | Coureur                      | Pos                       |
| 31                        | Simone Velasco (ITA) (route) | AB                        |
| 32                        | Leonardo Basso (ITA)         | AB                        |
| 33                        | Samuele Battistella (ITA)    | 6e                        |
| 34                        | Manuele Boaro (ITA)          | AB                        |
| 35                        | Gianmarco Garofoli (ITA)     | 30e                       |
| 36                        | Harold Martín López (ECU)    | 65e                       |
| 37                        | Christian Scaroni (ITA)      | AB                        |

| Lidl-Trek LTK | Lidl-Trek LTK                 | Lidl-Trek LTK |
| ------------- | ----------------------------- | ------------- |
| Num           | Coureur                       | Pos           |
| 41            | Nils Aebersold (SUI)          | AB            |
| 42            | Amanuel Ghebreigzabhier (ERI) | 18e           |
| 43            | Jacopo Mosca (ITA)            | 22e           |
| 44            | Martin Pedersen (DEN)         | AB            |
| 45            | Natnael Tesfatsion (ERI)      | 28e           |
| 46            | Tim Torn Teutenberg (GER)     | AB            |

| Arkéa-Samsic ARK | Arkéa-Samsic ARK          | Arkéa-Samsic ARK |
| ---------------- | ------------------------- | ---------------- |
| Num              | Coureur                   | Pos              |
| 51               | Luca Mozzato (ITA)        | 44e              |
| 52               | Jenthe Biermans (BEL)     | AB               |
| 53               | Anthony Delaplace (FRA)   | 32e              |
| 54               | Clément Champoussin (FRA) | AB               |
| 55               | Simon Guglielmi (FRA)     | 46e              |
| 56               | Matîs Louvel (FRA)        | AB               |
| 57               | Kévin Vauquelin (FRA)     | 16e              |

| Team Jayco AlUla JAY | Team Jayco AlUla JAY    | Team Jayco AlUla JAY |
| -------------------- | ----------------------- | -------------------- |
| Num                  | Coureur                 | Pos                  |
| 61                   | Hagos Welay Berhe (ETH) | 69e                  |
| 64                   | Tsgabu Grmay (ETH)      | 64e                  |
| 65                   | Michael Matthews (AUS)  | 35e                  |
| 66                   | Matteo Sobrero (ITA)    | AB                   |
| 67                   | Filippo Zana (ITA)      | 3e                   |

| Eolo-Kometa EOK | Eolo-Kometa EOK           | Eolo-Kometa EOK |
| --------------- | ------------------------- | --------------- |
| Num             | Coureur                   | Pos             |
| 71              | Vincenzo Albanese (ITA)   | 11e             |
| 72              | Erik Fetter (HUN)         | 49e             |
| 73              | Francesco Gavazzi (ITA)   | AB              |
| 74              | Andrea Garosio (ITA)      | AB              |
| 75              | Davide Piganzoli (ITA)    | 17e             |
| 76              | Davide De Cassan (ITA)    | 29e             |
| 77              | Diego Pablo Sevilla (ESP) | 23e             |

| Green Project-Bardiani CSF-Faizanè BCF | Green Project-Bardiani CSF-Faizanè BCF | Green Project-Bardiani CSF-Faizanè BCF |
| -------------------------------------- | -------------------------------------- | -------------------------------------- |
| Num                                    | Coureur                                | Pos                                    |
| 81                                     | Luca Covili (ITA)                      | 24e                                    |
| 82                                     | Filippo Fiorelli (ITA)                 | 10e                                    |
| 83                                     | Riccardo Lucca (ITA)                   | 53e                                    |
| 84                                     | Alessandro Pinarello (ITA)             | AB                                     |
| 85                                     | Alex Tolio (ITA)                       | 25e                                    |
| 86                                     | Davide Gabburo (ITA)                   | 63e                                    |
| 87                                     | Martin Marcellusi (ITA)                | 27e                                    |

| Lotto Dstny LTD | Lotto Dstny LTD          | Lotto Dstny LTD |
| --------------- | ------------------------ | --------------- |
| Num             | Coureur                  | Pos             |
| 91              | Frederik Frison (BEL)    | AB              |
| 92              | Andreas Kron (DEN)       | 5e              |
| 93              | Arjen Livyns (BEL)       | 59e             |
| 94              | Milan Menten (BEL)       | 43e             |
| 95              | Florian Vermeersch (BEL) | 7e              |
| 96              | Brent Van Moer (BEL)     | 38e             |

| Israel-Premier Tech IPT | Israel-Premier Tech IPT  | Israel-Premier Tech IPT |
| ----------------------- | ------------------------ | ----------------------- |
| Num                     | Coureur                  | Pos                     |
| 101                     | Marco Frigo (ITA)        | 48e                     |
| 102                     | Jakob Fuglsang (DEN)     | 26e                     |
| 103                     | Krists Neilands (LAT)    | 41e                     |
| 104                     | Reto Hollenstein (SUI)   | 61e                     |
| 105                     | Domenico Pozzovivo (ITA) | AB                      |
| 106                     | Nick Schultz (AUS)       | AB                      |
| 107                     | Corbin Strong (NZL)      | 12e                     |

| Q36.5 Pro Cycling Team Q36 | Q36.5 Pro Cycling Team Q36 | Q36.5 Pro Cycling Team Q36 |
| -------------------------- | -------------------------- | -------------------------- |
| Num                        | Coureur                    | Pos                        |
| 111                        | Gianluca Brambilla (ITA)   | 14e                        |
| 112                        | Walter Calzoni (ITA)       | 13e                        |
| 113                        | Marcel Camprubí (ESP)      | AB                         |
| 114                        | Corey Davis (USA)          | AB                         |
| 115                        | Tom Devriendt (BEL)        | AB                         |
| 116                        | Mark Donovan (GBR)         | AB                         |
| 117                        | Joey Rosskopf (USA)        | 70e                        |

| Tudor Pro Cycling Team TUD | Tudor Pro Cycling Team TUD  | Tudor Pro Cycling Team TUD |
| -------------------------- | --------------------------- | -------------------------- |
| Num                        | Coureur                     | Pos                        |
| 121                        | Nils Brun (SUI)             | 57e                        |
| 122                        | Aloïs Charrin (FRA)         | AB                         |
| 123                        | Jacob Eriksson (SWE)        | 42e                        |
| 124                        | Alexander Kamp (DEN)        | AB                         |
| 125                        | Simon Pellaud (SUI)         | 52e                        |
| 126                        | Sébastien Reichenbach (SUI) | 33e                        |

| Uno-X Pro Cycling Team UXT | Uno-X Pro Cycling Team UXT     | Uno-X Pro Cycling Team UXT |
| -------------------------- | ------------------------------ | -------------------------- |
| Num                        | Coureur                        | Pos                        |
| 131                        | Jonas Abrahamsen (NOR)         | 40e                        |
| 132                        | Martin Bugge Urianstad (NOR)   | AB                         |
| 133                        | Fredrik Dversnes (NOR) (route) | AB                         |
| 134                        | Ådne Holter (NOR)              | AB                         |
| 135                        | Tobias Johannessen (NOR)       | 34e                        |
| 136                        | Anthon Charmig (DEN)           | 39e                        |
| 137                        | Torstein Træen (NOR)           | 8e                         |

| GW Shimano-Sidermec GSS | GW Shimano-Sidermec GSS           | GW Shimano-Sidermec GSS |
| ----------------------- | --------------------------------- | ----------------------- |
| Num                     | Coureur                           | Pos                     |
| 141                     | Alessandro Bisolti (ITA)          | AB                      |
| 142                     | Jonathan Guatibonza (COL)         | AB                      |
| 143                     | Andrés Mancipe (COL)              | AB                      |
| 144                     | Alejandro Osorio (COL)            | 31e                     |
| 145                     | Jeferson Armando Ruiz Acuña (COL) | AB                      |
| 146                     | Filippo Tagliani (ITA)            | AB                      |
| 147                     | Santiago Umba (COL)               | 51e                     |

| Maloja Pushbikers PBS | Maloja Pushbikers PBS  | Maloja Pushbikers PBS |
| --------------------- | ---------------------- | --------------------- |
| Num                   | Coureur                | Pos                   |
| 151                   | Paul Rudys (GER)       | AB                    |
| 152                   | Liam Bertazzo (ITA)    | AB                    |
| 153                   | Filippo Fortin (ITA)   | AB                    |
| 154                   | Felix James Meo (NZL)  | AB                    |
| 156                   | Moritz Malcharek (GER) | AB                    |

| Biesse-Carrera BIE | Biesse-Carrera BIE         | Biesse-Carrera BIE |
| ------------------ | -------------------------- | ------------------ |
| Num                | Coureur                    | Pos                |
| 161                | Nicolò Arrighetti (ITA)    | AB                 |
| 162                | Michael Belleri (ITA)      | 54e                |
| 163                | Pierelis Belletta (ITA)    | 60e                |
| 164                | Andrea D'Amato (ITA)       | 56e                |
| 165                | Anders Foldager (DEN)      | AB                 |
| 166                | Francesco Galimberti (ITA) | AB                 |
| 167                | Giacomo Villa (ITA)        | 55e                |

| General Store-Essegibi-F.lli Curia GEF | General Store-Essegibi-F.lli Curia GEF | General Store-Essegibi-F.lli Curia GEF |
| -------------------------------------- | -------------------------------------- | -------------------------------------- |
| Num                                    | Coureur                                | Pos                                    |
| 171                                    | Michele Berasi (ITA)                   | AB                                     |
| 172                                    | Tommaso Bergagna (ITA)                 | AB                                     |
| 173                                    | Lorenzo Peschi (ITA)                   | AB                                     |
| 174                                    | Filippo D'Aiuto (ITA)                  | AB                                     |
| 175                                    | Carlo Francesco Favretto (ITA)         | 62e                                    |
| 176                                    | Omar Dal Cappello (ITA)                | AB                                     |
| 177                                    | Kevin Pezzo Rosola (ITA)               | AB                                     |

| MG.K Vis Colors For Peace MGK | MG.K Vis Colors For Peace MGK | MG.K Vis Colors For Peace MGK |
| ----------------------------- | ----------------------------- | ----------------------------- |
| Num                           | Coureur                       | Pos                           |
| 181                           | Davide Bauce (ITA)            | AB                            |
| 182                           | Francesco Carollo (ITA)       | 68e                           |
| 183                           | Mattia Di Felice (ITA)        | AB                            |
| 184                           | Ben Granger (GBR)             | AB                            |
| 185                           | Matthew Kingston (GBR)        | AB                            |
| 186                           | Edoardo Martinelli (ITA)      | AB                            |
| 187                           | Anthoni Silenzi (ITA)         | AB                            |

| Work Service-Vitalcare-Dynatek IWD | Work Service-Vitalcare-Dynatek IWD | Work Service-Vitalcare-Dynatek IWD |
| ---------------------------------- | ---------------------------------- | ---------------------------------- |
| Num                                | Coureur                            | Pos                                |
| 191                                | Kevin Bonaldo (ITA)                | 58e                                |
| 192                                | Manuel Capra (ITA)                 | AB                                 |
| 193                                | Giacomo Garavaglia (ITA)           | 50e                                |
| 194                                | Samuele Mion (ITA)                 | AB                                 |
| 195                                | Christian Danilo Pase (ITA)        | AB                                 |
| 196                                | Nicola Venchiarutti (ITA)          | AB                                 |
| 197                                | Daniel Gaetano Zanta (ITA)         | AB                                 |

| UAE Team Emirates UAD | UAE Team Emirates UAD      | UAE Team Emirates UAD |
| --------------------- | -------------------------- | --------------------- |
| Num                   | Coureur                    | Pos                   |
| 1                     | Marc Hirschi (SUI) (route) | 2e                    |
| 4                     | Jan Christen (SUI)         | AB                    |
| 5                     | Davide Formolo (ITA)       | 1er                   |
| 6                     | Rafał Majka (POL)          | 20e                   |
| 7                     | Matteo Trentin (ITA)       | 45e                   |

| AG2R Citroën Team ACT | AG2R Citroën Team ACT        | AG2R Citroën Team ACT |
| --------------------- | ---------------------------- | --------------------- |
| Num                   | Coureur                      | Pos                   |
| 11                    | Benoît Cosnefroy (FRA)       | 47e                   |
| 12                    | Franck Bonnamour (FRA)       | 15e                   |
| 13                    | Dorian Godon (FRA)           | 37e                   |
| 14                    | Valentin Paret-Peintre (FRA) | 66e                   |
| 15                    | Valentin Retailleau (FRA)    | AB                    |
| 16                    | Andrea Vendrame (ITA)        | 4e                    |
| 17                    | Jordan Labrosse (FRA)        | AB                    |

| Alpecin-Deceuninck ADC | Alpecin-Deceuninck ADC  | Alpecin-Deceuninck ADC |
| ---------------------- | ----------------------- | ---------------------- |
| Num                    | Coureur                 | Pos                    |
| 21                     | Kristian Sbaragli (ITA) | 36e                    |
| 22                     | Axel Laurance (FRA)     | 9e                     |
| 23                     | Jimmy Janssens (BEL)    | 67e                    |
| 24                     | Alex Bogna (AUS)        | AB                     |
| 25                     | Nicola Conci (ITA)      | 19e                    |
| 26                     | Jason Osborne (GER)     | AB                     |
| 27                     | Stefano Oldani (ITA)    | 21e                    |

| Astana Qazaqstan Team AST | Astana Qazaqstan Team AST    | Astana Qazaqstan Team AST |
| ------------------------- | ---------------------------- | ------------------------- |
| Num                       | Coureur                      | Pos                       |
| 31                        | Simone Velasco (ITA) (route) | AB                        |
| 32                        | Leonardo Basso (ITA)         | AB                        |
| 33                        | Samuele Battistella (ITA)    | 6e                        |
| 34                        | Manuele Boaro (ITA)          | AB                        |
| 35                        | Gianmarco Garofoli (ITA)     | 30e                       |
| 36                        | Harold Martín López (ECU)    | 65e                       |
| 37                        | Christian Scaroni (ITA)      | AB                        |

| Lidl-Trek LTK | Lidl-Trek LTK                 | Lidl-Trek LTK |
| ------------- | ----------------------------- | ------------- |
| Num           | Coureur                       | Pos           |
| 41            | Nils Aebersold (SUI)          | AB            |
| 42            | Amanuel Ghebreigzabhier (ERI) | 18e           |
| 43            | Jacopo Mosca (ITA)            | 22e           |
| 44            | Martin Pedersen (DEN)         | AB            |
| 45            | Natnael Tesfatsion (ERI)      | 28e           |
| 46            | Tim Torn Teutenberg (GER)     | AB            |

| Arkéa-Samsic ARK | Arkéa-Samsic ARK          | Arkéa-Samsic ARK |
| ---------------- | ------------------------- | ---------------- |
| Num              | Coureur                   | Pos              |
| 51               | Luca Mozzato (ITA)        | 44e              |
| 52               | Jenthe Biermans (BEL)     | AB               |
| 53               | Anthony Delaplace (FRA)   | 32e              |
| 54               | Clément Champoussin (FRA) | AB               |
| 55               | Simon Guglielmi (FRA)     | 46e              |
| 56               | Matîs Louvel (FRA)        | AB               |
| 57               | Kévin Vauquelin (FRA)     | 16e              |

| Team Jayco AlUla JAY | Team Jayco AlUla JAY    | Team Jayco AlUla JAY |
| -------------------- | ----------------------- | -------------------- |
| Num                  | Coureur                 | Pos                  |
| 61                   | Hagos Welay Berhe (ETH) | 69e                  |
| 64                   | Tsgabu Grmay (ETH)      | 64e                  |
| 65                   | Michael Matthews (AUS)  | 35e                  |
| 66                   | Matteo Sobrero (ITA)    | AB                   |
| 67                   | Filippo Zana (ITA)      | 3e                   |

| Eolo-Kometa EOK | Eolo-Kometa EOK           | Eolo-Kometa EOK |
| --------------- | ------------------------- | --------------- |
| Num             | Coureur                   | Pos             |
| 71              | Vincenzo Albanese (ITA)   | 11e             |
| 72              | Erik Fetter (HUN)         | 49e             |
| 73              | Francesco Gavazzi (ITA)   | AB              |
| 74              | Andrea Garosio (ITA)      | AB              |
| 75              | Davide Piganzoli (ITA)    | 17e             |
| 76              | Davide De Cassan (ITA)    | 29e             |
| 77              | Diego Pablo Sevilla (ESP) | 23e             |

| Green Project-Bardiani CSF-Faizanè BCF | Green Project-Bardiani CSF-Faizanè BCF | Green Project-Bardiani CSF-Faizanè BCF |
| -------------------------------------- | -------------------------------------- | -------------------------------------- |
| Num                                    | Coureur                                | Pos                                    |
| 81                                     | Luca Covili (ITA)                      | 24e                                    |
| 82                                     | Filippo Fiorelli (ITA)                 | 10e                                    |
| 83                                     | Riccardo Lucca (ITA)                   | 53e                                    |
| 84                                     | Alessandro Pinarello (ITA)             | AB                                     |
| 85                                     | Alex Tolio (ITA)                       | 25e                                    |
| 86                                     | Davide Gabburo (ITA)                   | 63e                                    |
| 87                                     | Martin Marcellusi (ITA)                | 27e                                    |

| Lotto Dstny LTD | Lotto Dstny LTD          | Lotto Dstny LTD |
| --------------- | ------------------------ | --------------- |
| Num             | Coureur                  | Pos             |
| 91              | Frederik Frison (BEL)    | AB              |
| 92              | Andreas Kron (DEN)       | 5e              |
| 93              | Arjen Livyns (BEL)       | 59e             |
| 94              | Milan Menten (BEL)       | 43e             |
| 95              | Florian Vermeersch (BEL) | 7e              |
| 96              | Brent Van Moer (BEL)     | 38e             |

| Israel-Premier Tech IPT | Israel-Premier Tech IPT  | Israel-Premier Tech IPT |
| ----------------------- | ------------------------ | ----------------------- |
| Num                     | Coureur                  | Pos                     |
| 101                     | Marco Frigo (ITA)        | 48e                     |
| 102                     | Jakob Fuglsang (DEN)     | 26e                     |
| 103                     | Krists Neilands (LAT)    | 41e                     |
| 104                     | Reto Hollenstein (SUI)   | 61e                     |
| 105                     | Domenico Pozzovivo (ITA) | AB                      |
| 106                     | Nick Schultz (AUS)       | AB                      |
| 107                     | Corbin Strong (NZL)      | 12e                     |

| Q36.5 Pro Cycling Team Q36 | Q36.5 Pro Cycling Team Q36 | Q36.5 Pro Cycling Team Q36 |
| -------------------------- | -------------------------- | -------------------------- |
| Num                        | Coureur                    | Pos                        |
| 111                        | Gianluca Brambilla (ITA)   | 14e                        |
| 112                        | Walter Calzoni (ITA)       | 13e                        |
| 113                        | Marcel Camprubí (ESP)      | AB                         |
| 114                        | Corey Davis (USA)          | AB                         |
| 115                        | Tom Devriendt (BEL)        | AB                         |
| 116                        | Mark Donovan (GBR)         | AB                         |
| 117                        | Joey Rosskopf (USA)        | 70e                        |

| Tudor Pro Cycling Team TUD | Tudor Pro Cycling Team TUD  | Tudor Pro Cycling Team TUD |
| -------------------------- | --------------------------- | -------------------------- |
| Num                        | Coureur                     | Pos                        |
| 121                        | Nils Brun (SUI)             | 57e                        |
| 122                        | Aloïs Charrin (FRA)         | AB                         |
| 123                        | Jacob Eriksson (SWE)        | 42e                        |
| 124                        | Alexander Kamp (DEN)        | AB                         |
| 125                        | Simon Pellaud (SUI)         | 52e                        |
| 126                        | Sébastien Reichenbach (SUI) | 33e                        |

| Uno-X Pro Cycling Team UXT | Uno-X Pro Cycling Team UXT     | Uno-X Pro Cycling Team UXT |
| -------------------------- | ------------------------------ | -------------------------- |
| Num                        | Coureur                        | Pos                        |
| 131                        | Jonas Abrahamsen (NOR)         | 40e                        |
| 132                        | Martin Bugge Urianstad (NOR)   | AB                         |
| 133                        | Fredrik Dversnes (NOR) (route) | AB                         |
| 134                        | Ådne Holter (NOR)              | AB                         |
| 135                        | Tobias Johannessen (NOR)       | 34e                        |
| 136                        | Anthon Charmig (DEN)           | 39e                        |
| 137                        | Torstein Træen (NOR)           | 8e                         |

| GW Shimano-Sidermec GSS | GW Shimano-Sidermec GSS           | GW Shimano-Sidermec GSS |
| ----------------------- | --------------------------------- | ----------------------- |
| Num                     | Coureur                           | Pos                     |
| 141                     | Alessandro Bisolti (ITA)          | AB                      |
| 142                     | Jonathan Guatibonza (COL)         | AB                      |
| 143                     | Andrés Mancipe (COL)              | AB                      |
| 144                     | Alejandro Osorio (COL)            | 31e                     |
| 145                     | Jeferson Armando Ruiz Acuña (COL) | AB                      |
| 146                     | Filippo Tagliani (ITA)            | AB                      |
| 147                     | Santiago Umba (COL)               | 51e                     |

| Maloja Pushbikers PBS | Maloja Pushbikers PBS  | Maloja Pushbikers PBS |
| --------------------- | ---------------------- | --------------------- |
| Num                   | Coureur                | Pos                   |
| 151                   | Paul Rudys (GER)       | AB                    |
| 152                   | Liam Bertazzo (ITA)    | AB                    |
| 153                   | Filippo Fortin (ITA)   | AB                    |
| 154                   | Felix James Meo (NZL)  | AB                    |
| 156                   | Moritz Malcharek (GER) | AB                    |

| Biesse-Carrera BIE | Biesse-Carrera BIE         | Biesse-Carrera BIE |
| ------------------ | -------------------------- | ------------------ |
| Num                | Coureur                    | Pos                |
| 161                | Nicolò Arrighetti (ITA)    | AB                 |
| 162                | Michael Belleri (ITA)      | 54e                |
| 163                | Pierelis Belletta (ITA)    | 60e                |
| 164                | Andrea D'Amato (ITA)       | 56e                |
| 165                | Anders Foldager (DEN)      | AB                 |
| 166                | Francesco Galimberti (ITA) | AB                 |
| 167                | Giacomo Villa (ITA)        | 55e                |

| General Store-Essegibi-F.lli Curia GEF | General Store-Essegibi-F.lli Curia GEF | General Store-Essegibi-F.lli Curia GEF |
| -------------------------------------- | -------------------------------------- | -------------------------------------- |
| Num                                    | Coureur                                | Pos                                    |
| 171                                    | Michele Berasi (ITA)                   | AB                                     |
| 172                                    | Tommaso Bergagna (ITA)                 | AB                                     |
| 173                                    | Lorenzo Peschi (ITA)                   | AB                                     |
| 174                                    | Filippo D'Aiuto (ITA)                  | AB                                     |
| 175                                    | Carlo Francesco Favretto (ITA)         | 62e                                    |
| 176                                    | Omar Dal Cappello (ITA)                | AB                                     |
| 177                                    | Kevin Pezzo Rosola (ITA)               | AB                                     |

| MG.K Vis Colors For Peace MGK | MG.K Vis Colors For Peace MGK | MG.K Vis Colors For Peace MGK |
| ----------------------------- | ----------------------------- | ----------------------------- |
| Num                           | Coureur                       | Pos                           |
| 181                           | Davide Bauce (ITA)            | AB                            |
| 182                           | Francesco Carollo (ITA)       | 68e                           |
| 183                           | Mattia Di Felice (ITA)        | AB                            |
| 184                           | Ben Granger (GBR)             | AB                            |
| 185                           | Matthew Kingston (GBR)        | AB                            |
| 186                           | Edoardo Martinelli (ITA)      | AB                            |
| 187                           | Anthoni Silenzi (ITA)         | AB                            |

| Work Service-Vitalcare-Dynatek IWD | Work Service-Vitalcare-Dynatek IWD | Work Service-Vitalcare-Dynatek IWD |
| ---------------------------------- | ---------------------------------- | ---------------------------------- |
| Num                                | Coureur                            | Pos                                |
| 191                                | Kevin Bonaldo (ITA)                | 58e                                |
| 192                                | Manuel Capra (ITA)                 | AB                                 |
| 193                                | Giacomo Garavaglia (ITA)           | 50e                                |
| 194                                | Samuele Mion (ITA)                 | AB                                 |
| 195                                | Christian Danilo Pase (ITA)        | AB                                 |
| 196                                | Nicola Venchiarutti (ITA)          | AB                                 |
| 197                                | Daniel Gaetano Zanta (ITA)         | AB                                 |